# Frank Lammers

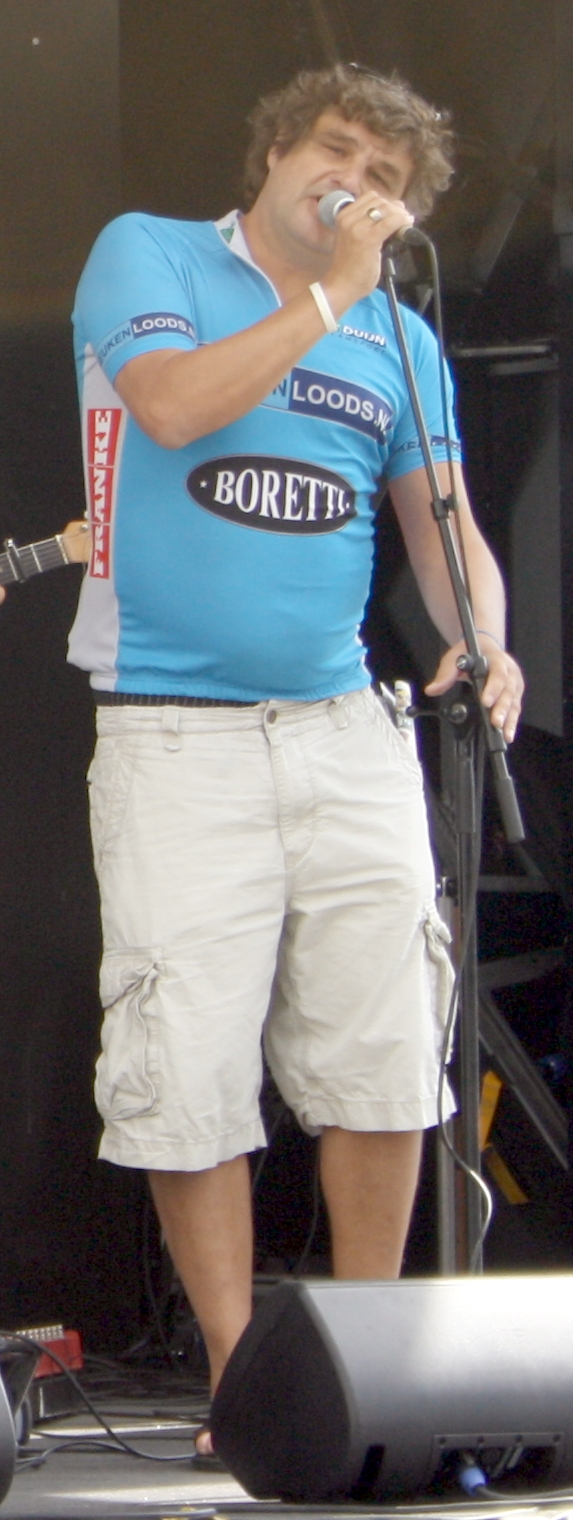
Frank Lammers

Frank Albertus Gerardus Petrus Maria Lammers (* 10. April 1972 in Mierlo, Nordbrabant) ist ein niederländischer Schauspieler und Regisseur.

## Laufbahn
Lammers begann seine Karriere am Strabrecht College in Geldrop. 1995 absolvierte Lammers die Schauspielschule in Amsterdam und inszenierte im Jahr 1998 den Kurzfilm Kort Rotterdams: Temper, Temper. In diesem Film spielten unter anderem die damals noch unbekannte Halina Reijn sowie Monic Hendrickx mit. Im gleichen Jahr debütierte Lammers in einer kurzen Rolle als Obdachloser in dem Film fl 19,99. Im Jahr 2000 bekam er eine größere Rolle in der niederländischen Tragikomödie Wilde Mosels.
In den 2000er Jahren baute Lammers seine Karriere als Filmschauspieler weiter aus und übernahm Rollen in Filmproduktionen wie De Enclave (2002) und De dominee (2004). Für seine Rolle im ersteren Film erhielt er außerdem den niederländischen Fernsehpreis Gouden Beelden. 2006 übernahm Lammers die Hauptrolle in dem Psychothriller Nachtrit, für die er mit dem Goldenen Kalb ausgezeichnet wurde. 2015 spielte Lammers die Hauptrolle des legendären Flottenadmirals Michiel de Ruyter in Der Admiral – Kampf um Europa. Mit einem Budget von etwa 8 Millionen Euro zählte der historische Actionfilm von Roel Reiné zu den teuersten niederländischen Filmproduktionen.
2017 wurde sein Regiedebüt Of ik gek ben beim Footcandle International Film Festival im US-amerikanischen Bundesstaat North Carolina mit dem Preis für den besten Film ausgezeichnet. Im selben Jahr erhielt Lammers auch den Bernhard Cultuurprijs wegen seiner beachtenswerten Beiträge zur Förderung der Kultur in seiner Heimatregion Nordbrabant.
Lammers ist mit der Schriftstellerin Eva Posthuma de Boer verheiratet.

## Filmografie (Auswahl)
- 1998: fl 19,99
- 2000: Wilde mossels
- 2000: De zwarte meteoor
- 2001: De grot
- 2003: Het wonder van Máxima
- 2003: Grimm
- 2003: Polleke
- 2004: Shouf, shouf habibi! – Schau ins Leben (Shouf, shouf habibi!)
- 2004: Preacher – Der Haschpapst  (De dominee)
- 2005: Flirt
- 2005: Schnitzelparadies (Het Schnitzel Paradijs)
- 2005: Im Labyrinth des Lebens
- 2006: Het woeden der gehele wereld
- 2006: Black Book
- 2006: Nachtrit
- 2007: Nadine
- 2010: Lex
- 2010: New Kids Turbo
- 2011: Bullhead
- 2011: De president
- 2011: The Gang – Auge um Auge (De bende van Oss)
- 2012: De Marathon
- 2014: In the Heart
- 2015: Der Admiral – Kampf um Europa (Michiel de Ruyter)
- 2015: J. Kessels
- 2015: The Prosecutor the Defender the Father and His Son
- 2016: Scream Week (Sneekweek)
- 2016: Wenn die Deiche brechen (Fernsehserie)
- 2016: Deadweight
- 2016: De helleveeg
- 2017: Allein unter Schwestern (Hotel de grote L)
- 2019: Undercover (Fernsehserie)
- 2021: Ferry
- 2022: Der Amsterdam-Krimi – Der Tote aus dem Eis
- 2022: The Takeover
- 2023: Ferry: Die Serie
- 2024: Ferry 2